# ナイト・ウォッチ
『ナイト・ウォッチ』（原題：Ночной Дозор （英字表記：Nochnoy Dozor/Nochnoi Dozor） / 英語題：Night Watch）は、ロシアの作家セルゲイ・ルキヤネンコによって書かれたファンタジー小説。ロシアで300万部を売り上げ大ヒットした。1999年にロシアのSF大賞である「遍歴者賞」を受賞している。本作は、シリーズ3部作の第1作目で、この後『デイ・ウォッチ』 (Дневной Дозор / Day Watch) 、『ダスク・ウォッチ』 (Сумеречный Дозор / Dusk Watch) と続き、その後『ファイナル・ウォッチ』 (Последний Дозор / Final Watch) で終わる。

## ストーリー
人間として生まれながら特殊な超能力に目覚めた異人（アザーズ）たちは、“光の勢力”と“闇の勢力”に分かれ、長い間敵対してきた。しかし、1000年前、ようやく休戦協定が結ばれ、以降、“光”と“闇”の勢力はお互いを監視しあうことで均衡を保ってきた。光が闇（ナイト）を監視するのが「ナイト・ウォッチ」（ナイト・パトロール）。一方、闇が光（デイ）を監視するのが「デイ・ウォッチ」（デイ・パトロール）と呼ばれる。
魔術師、呪術師、吸血鬼などが総出演する、オカルト要素が満載のバトルファンタジー。ただ、登場人物たちは、変身能力や不老不死などの超能力を持ちながら、争いを回避するために設けられたルールにがんじがらめに縛られ、能力を謳歌するどころか、人間以上に悲哀、苦悩にまみれながら生きている。
映画版でゲッサーを演じるウラジーミル・メニショフは、アカデミー賞外国語映画賞『モスクワは涙を信じない』の監督としても有名。
アントン役のコンスタンチン・ハベンスキーは、テレビ・映画で大活躍している。

## 映画化
2004年には、ティムール・ベクマンベトフ監督により映画化された。ロシアでは『ハリー・ポッター』『ロード・オブ・ザ・リング』をしのぐ大ヒット映画となった。2005年のブリュッセル国際ファンタジー映画祭で銀鴉賞を受賞した。また、第77回（2004年度）アカデミー賞の外国語映画賞のロシア代表に選出された。その後、アメリカでは2006年2月17日に3館で公開され、週末興行成績で初登場51位になった。公開3週目には上映館を158館まで増やし、週末興行成績29位まで上った。日本では2006年4月1日にお台場シネマメディアージュ（メディアージュ内）ほか全国で公開された。
2008年2月には第2作目となる『デイ・ウォッチ』が公開された。

## 原作と映画版の違いなど
原作者コメンタリーなど、下記の内容が言及されている。
※原作者=映画版脚本執筆者
- 橋の上の戦闘

古典的なフェンシングプレイヤーや、鎧好きの人たちを集めて撮影した。原作ではこぢんまりした戦闘をイメージしていたが、映画のシーンを作者は気に入っているという。
- 魔女をたずねるアントン

映画版オリジナル。原作では不明。
- 地下鉄の出口の警察官

映画版で作者が気にいっていないシーン。コメンタリーで2度も言及している。異種は人間をコントロールできるため、血を吐いたりするアントンが気に食わないという。
- ゲッサー

およそ3000歳。チベットの英雄、ゲサル王(Gesar)をイメージしたので、原作ではアジア人のよう。映画ではロシア人。
- 大きな罪を消す任務

スヴェトラーナの渦が大きくなるまで対処しないのは、実はオリガのため。 大きな罪を負っているので、建前上、大きなことをやり遂げないと許されない。原作者によれば、ゲッサーはオリガを愛しているとのこと。
- オリガの魔力

作者コメンタリーによると、ゲッサーとどちらが強いか言及されていないが、同規模の能力を持つかもしれない魔女。映画でスヴェトラーナが母の病について告白して呪いが解けたシーンは、実はオリガが呪いを解いたという。決して、誰が呪いをかけたかわかっただけで解けるものではない。
- 災害

スヴェトラーナの呪いによる災害は、闇側にも嫌なことであるため、映画では、ザヴロンはゲッサーと協力するため会合を行った。
- オリガ

ふくろうから人間に戻るとき、映画では服を着ていない状態で戻るが、原作ではふくろうになったときの服装のまま人間に戻る。原作では1日に30分しか人間になれない。
- 異界

作者的なイメージは、ロード・オブ・ザ・リングの指輪をはめたときのイメージで、映像表現で蚊が飛んでいるのは、気に入らなかったという。最終的に、その他のイメージを調整して映画のシーンのイメージになった。 映画では、実世界と異界にわかれているが、原作では、異界よりさらに深い異界に移動可能。
- 時代

原作は1998年ごろ初版なので、アントンは覚醒してから5年程度で、ヴァンパイア狩り5日目の新米。その前は、光側の調査部で働いていたプログラマー。映画では、映画公開の年にあわせて12年前に覚醒したことになっているが、覚醒した年はほぼ同じころということになる。

## 登場人物
- アントン・ゴロジェツキー…“光”の異人。「ナイト・パトロール隊」隊員。2級の魔術師。
- スヴェトラーナ・ナザーロヴァ…呪いをかけられた娘。“光”の異人として目覚める。
- ゲセル（ボリス・イグナーヴェチ）…“光”の異人「ナイト・パトロール隊」のボス。伝説の大魔術師。
- オリガ…過去の失策で白フクロウに変身させられている“光”異人。女魔術師。
- イリヤ…“光”の異人。「ナイト・パトロール隊」隊員。
- セミョーン…“光”の異人。「ナイト・パトロール隊」隊員。
- イグナート…“光”の異人。「ナイト・パトロール隊」隊員。
- 虎の子…“光”の異人。「ナイト・パトロール隊」隊員。
- 熊…“光”の異人。「ナイト・パトロール隊」隊員。
- ザヴロン…“闇”の異人。「デイ・パトロール隊」ボス。大魔術師。
- アリサ・ドンニコヴァ…“闇”の異人。「デイ・パトロール隊」隊員。
- イゴール…ヴァンパイアに襲われた少年。限りなく“闇”に近い人間。